# Heinrich Agathon Bernstein
Heinrich Agathon Bernstein (Breslau (Wrocław), 22 de septiembre de 1828 - Salawati, 1865) fue un naturalista, botánico, zoólogo y explorador neerlandés-alemán.
Obtiene el título de doctor en Medicina en noviembre de 1853. Habiendo pasado una parte de su juventud en los trópicos, decide emigrar a la isla de Java, donde obtiene un puesto de médico en la colonia.
En 1859 Hermann Schlegel le envía a Bernstein sus recolecciones de aves en Nueva Guinea. Estudia abundantemente esas aves y publicará numerosos artículos en el Journal für Ornithologie de 1859 a 1865. Fue el primero en estudiar las glándulas salivales del género Aerodramus y de Collocalia, que juegan un rol importante en la construcción de sus nidos.
En 1883, publica Dagboek van H.A. Bernstein's laatste reis van Ternate naar Nieuw Guinea, Salawati en Batanta sobre su última expedición y que contiene igualmente su biografía, así como diversas notas ornitológicas.

## Honores

### Epónimos
Especies animales
- Ptilinopus bernsteinii
- Megapodius bernsteinii
- Thalasseus bernsteini
- Sterna bernsteini
- Centropus bernsteini

## Abreviatura (zoología)
La abreviatura Bernstein  se emplea para indicar a Heinrich Agathon Bernstein como autoridad en la descripción y taxonomía en zoología.